# Xeromelecta alayoi
Xeromelecta alayoi är en biart som beskrevs av Michener 1988. Xeromelecta alayoi ingår i släktet Xeromelecta och familjen långtungebin. Inga underarter finns listade i Catalogue of Life.